# Мальзак-Винкеман, Биргит
Биргит Мальзак-Винкеман (нем. Birgit Malsack-Winkemann; род. 12 августа 1964, Дармштадт) — немецкий юрист и крайне правый политик. Была депутатом Бундестага с 2017 по 2021 год от партии «Альтернатива для Германии» (АдГ).

## Биография
Мальзак-Винкеман родилась 12 августа 1964 года в Дармштадте и изучала юриспруденцию в Гейдельбергском университете имени Рупрехта-Карла. С 2003 по 2017 год Мальзак-Винкеман была судьей по правовым вопросам в Берлине. В 2013 году вошла в недавно созданную АдГ, а в 2017 году стала депутатом бундестага. В июне 2021 года, проиграв Георгу Паздерски, не вошла в список кандидатов от АдГ на выборах в бундестаг.
У Мальзак-Винкеман двое детей.

## Арест в декабре 2022 года
Утром 7 декабря 2022 года Мальзак-Винкеман была арестована за предполагаемую причастность к группе правых экстремистов, связанных с движением «Рейхсбюргер», которые планировали государственный переворот против правительства Германии. Она стала бы министром юстиции правительства, которое сформировали бы правые экстремисты, если бы им удалось осуществить свой план.